# Кезенешть (Мехедінць)
Кезенешть, Кезенешті (рум. Căzănești) — село у повіті Мехедінць в Румунії. Входить до складу комуни Кезенешть.
Село розташоване на відстані 255 км на захід від Бухареста, 20 км на північний схід від Дробета-Турну-Северина, 85 км на північний захід від Крайови.

## Населення
За даними перепису населення 2002 року у селі проживала 201 особа, усі — румуни. Усі жителі села рідною мовою назвали румунську.